# Карпофоро
Карпофоро (грч. Καρποφόρο) је насељено место у општини Паранести у периферији Источна Македонија и Тракија, Грчка. Према попису из 2021. године било је 16 становника.
Карпофоро је 1920. године имало 35 житеља Турака. Године 1923. турско становништво је принудно исељено у Турску а на њихово место је насељено 15 грчких избегличких породица, којих је на попису из 1928. године било 73. Село се раније звало Јанозлу.